# Axel Lindahl (fotbollsspelare)
Axel Lindahl, född 4 april 1995, är en svensk fotbollsspelare som spelar för Östers IF.

## Karriär
Lindahls moderklubb är Lidköpings IF (senare Lidköpings FK). Han spelade 14 matcher och gjorde ett mål i Division 4 2011. Säsongen 2012 spelade Lindahl 10 matcher och gjorde fem mål för Lidköpings FK Akademi i Division 4. Mellan 2013 och 2015 spelade han för Lidköpings FK i Division 3 och Division 2.
I mars 2016 värvades Lindahl av Oskarshamns AIK, där han skrev på ett tvåårskontrakt. I november 2017 värvades Lindahl av Jönköpings Södra, där han skrev på ett treårskontrakt. Lindahl gjorde sin Superettan-debut den 23 maj 2018 i en 2–2-match mot Degerfors IF, där han blev inbytt i den 69:e minuten mot Árni Vilhjálmsson.
I december 2018 värvades Lindahl av Degerfors IF, där han skrev på ett treårskontrakt. Lindahl spelade samtliga 30 ligamatcher och gjorde ett mål under säsongen 2020, då Degerfors IF blev uppflyttade till Allsvenskan.
Den 1 februari 2021 värvades Lindahl av norska Bodø/Glimt, där han skrev på ett treårskontrakt. I augusti 2021 återvände Lindahl till Degerfors IF på lån från sin norska klubb då han inte fått så mycket speltid där. Han blev spelklar mot BK Häcken den 15 augusti 2021 och gjorde allsvensk debut med ett inhopp i den 78:e minuten i en 3–0-vinst för Degerfors.
I januari 2022 värvades Lindahl av Kalmar FF, där han skrev på ett treårskontrakt. I mars 2024 lånades Lindahl ut till BK Häcken på ett låneavtal fram till sommaren. I juni 2024 blev han klar för en permanent övergång till BK Häcken och skrev på ett 1,5-årskontrakt med option på ytterligare ett år.
I januari 2025 presenterades Lindahl som nyförvärv för Allsvenska nykomlingarna Östers IF.